# Charles Bell Birch
Charles Bell Birch ARA (28 de setembro de 1832 - 16 de outubro de 1893) foi um escultor britânico.

## Biografia
Birch nasceu em Brixton, filho do autor e tradutor Jonathan Birch (1783-1847) e sua mulher Esther. Quando criança, ele mostrou promessa artística, e aos doze anos ele foi admitido para estudar na Somerset House School of Design. No ano seguinte, 1845, seu pai mudou-se para a Alemanha, e Birch frequentou a Academia Real em Berlim,onde produziu seu primeiro trabalho significativo, um busto do embaixador britânico em Berlim, o Conde de Westmoreland.
Ele retornou à Inglaterra em 1852 e tornou-se estudante na Academia Real de Artes, ganhando duas medalhas. Durante dez anos ele foi assistente principal de John Henry Foley R.A. e de 1852 até sua morte ele exibiu regularmente na Academia Real, e foi eleito para a Associação da Academia em 1880.
Ele ganhou um prêmio significativo de £600 em uma competição aberta em 1864 da Art Union of London por sua obra de mármore The Wood Nymph, que foi julgada como a "melhor figura ou grupo original". Foi posteriormente selecionado como uma das obras representativas da arte britânica para as Exposições de Viena, Filadélfia e Paris. Em 1891, ele foi um dos oito artistas eminentes que foram convidados a submeter projetos para novas moedas britânicas.
Ele retornou à Inglaterra em 1852 e tornou-se estudante na Academia Real de Artes, ganhando duas medalhas.